# Neu-Ulm
Neu-Ulm là một thị trấn thuộc bang Bayern, thủ phủ của huyện Neu-Ulm.

## Thành phố kết nghĩa
- Bois-Colombes, Pháp
- Meiningen, Đức
- New Ulm, Minnesota, Hoa Kỳ
- Trissino, Ý